# Sommersdorf (Landkreis Mecklenburgische Seenplatte)
Sommersdorf település Németországban, Mecklenburg-Elő-Pomeránia tartományban. Lakosainak száma 254 fő (2023. december 31.).

## Népesség
A település népességének változása:
| Lakosok száma | 220  | 218  | 230  | 253  | 254  |
|               | 2017 | 2019 | 2021 | 2022 | 2023 |